# 玻利瓦市 (法爾孔州)
玻利瓦市（西班牙語：Municipio Bolívar），是委內瑞拉的一個市，位於該國西北部法爾孔州，首府設於聖路易斯，面積295平方公里，2001年人口8,290，人口密度為每平方公里28.1人。
11°07′16″N 69°41′01″W / 11.1211°N 69.6836°W